# Magnus Gabriel De la Gardie
Magnus Gabriel De la Gardie (Reval, 15 d'octubre de 1622 - Sigtuna, 26 d'abril de 1686) fou un noble, polític i militar suec, que va arribar a ser el governant de facto de Suècia entre 1670 i 1682. Fill de Jakob De la Gardie, governador del Ducat d'Estònia, i alt conestable del Regne de Suècia, va estudiar a la Universitat d'Uppsala. La seva família, d'ascendència francesa, era una de les més poderoses i riques de Suècia d'aquell temps.
Després d'haver rebut una excel·lent educació, Magnus Gabriel va aprendre l'art de la guerra sota l'ensenyament de Gustav Horn. Durant el regnat de Cristina de Suècia, va ser enviat en una missió diplomàtica a França, i al retorn va contreure matrimoni amb Maria Eufròsia del Palatinat, la cosina de la reina Cristina. Després del seu matrimoni, Magnus Gabriel va escalar en la política: va ser conseller del Regne i Governador de Saxònia durant l'última etapa de la Guerra dels Trenta Anys, i el 1652 va aconseguir també el càrrec de Tresorer del Regne. En 1653 va abandonar la cort, però tornaria quan Carles X Gustau va assumir el poder. Per ordre del rei, va ser enviat com a funcionari públic a les províncies bàltiques, on també va complir una funció militar. Carles Gustau va designar Magnus com a Drost (una mena de suprem ministre de justícia) i com a membre del consell de regència durant la minoria d'edat del nou monarca, Carles XI, de 1660 a 1672.
Durant la regència, De la Gardie es va convertir en el governant de facto de Suècia i va encapçalar una política bèl·lica, dirigida a la participació sueca en els conflictes europeus. Per defensar la seva postura, es va enfrontar a la facció pacifista, que s'inclinava cap al desenvolupament de l'economia en un ambient de neutralitat.

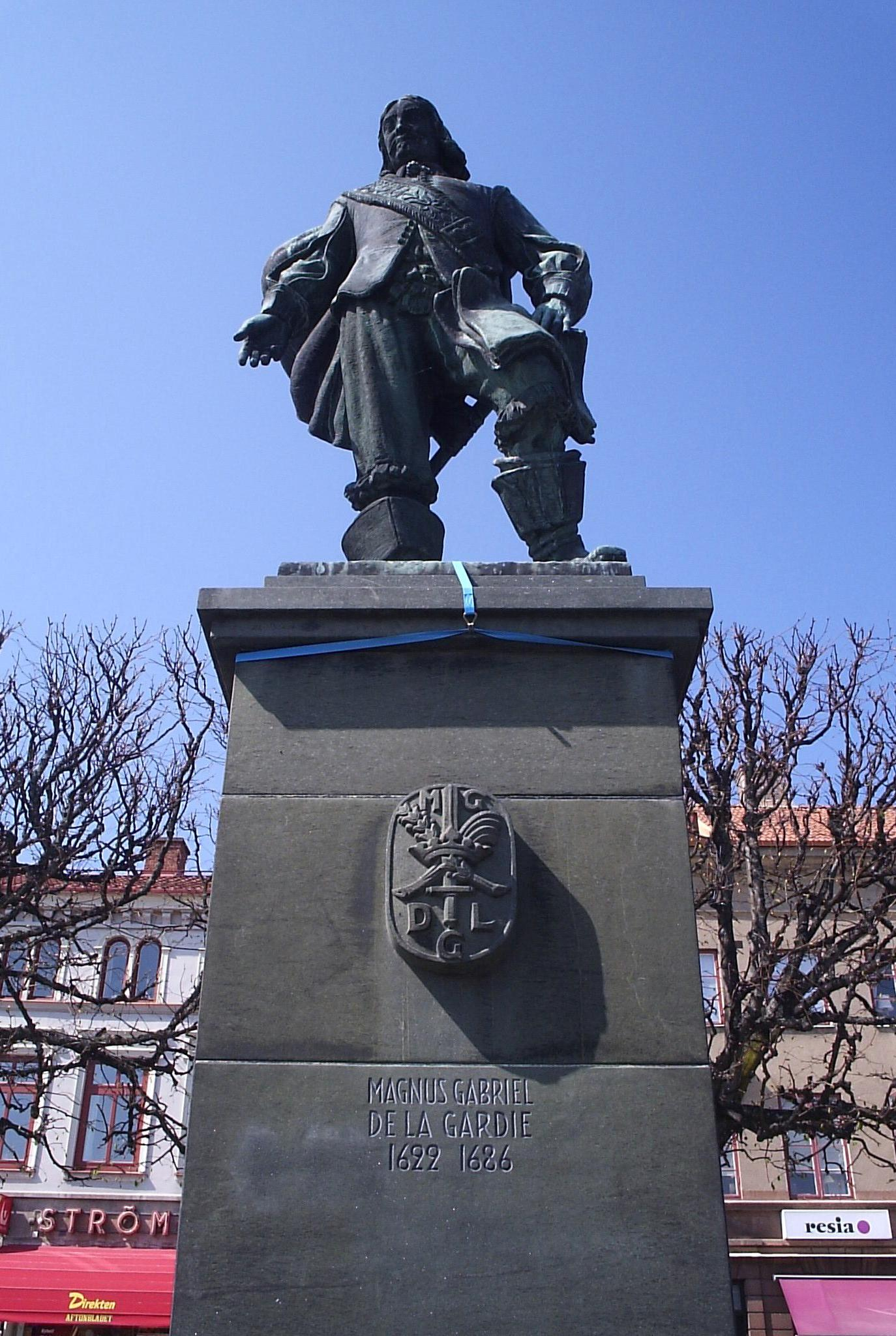
Estàtua de Magnus Gabriel De la Gardie a Lidköping.

La política de De la Gardie va ser d'adhesió a les campanyes militars de França, basada en un subsidi que aquest país va atorgar a Suècia per motiu de l'aliança. Suècia va donar suport al candidat francès al tron polonès el 1661, i pel Tractat d'Estocolm de 1672 rebria 400.000 escuts anuals en temps de pau i 600.000 en temps de guerra. A canvi, Suècia mantindria un exèrcit de 16.000 homes mercenaris disposats a atacar els prínceps alemanys enemics de França. Suècia es va convertir pràcticament en un estat mercenari.
El govern de De la Gardie va resultar molt car per al país, amb conseqüències nefastes d'empobriment de l'Estat. La burocràcia es va enfortir i les despeses de l'erari van resultar excessius. L'oposició creixent va acabar per posar fi a la política dilapidadora. Encara responsable de la crisi financera, De la Gardie es va retirar del govern tranquil·lament, i va rebre permís de residir en les seves possessions durant la resta de la seva vida. Viuria la resta dels seus anys en una relativa pobresa. Va morir al seu castell de Venngarn, prop de Sigtuna, el 26 d'abril de 1686. Les seves restes reposen en el monestir de Varnhem.
Magnus Gabriel De la Gardie és també conegut pel seu amor a la cultura. Va escriure poemes i va construir diversos castells. Apassionat per la història del seu país, va fer construir un col·legi que es dediqués a la preservació, estudi i difusió de la riquesa històrica sueca. Tenia també interès per la literatura espanyola, i era posseïdor d'una biblioteca en castellà.